# Хираока, Таку
Таку Хираока (яп. 平岡卓 Хираока Таку, род. 29 октября 1995) — японский сноубордист, выступающий в хафпайпе.
- Серебряный призёр Чемпионата мира (2013) в хафпайпе;
- Победитель и призёр этапов Кубка мира в хафпайпе;
- Бронзовый призёр Зимних Юношеских Олимпийских игр 2012 в хафпайпе;
- Двукратный чемпион мира среди юниоров в хафпайпе (2010,2011);
- Многократный чемпион и призёр чемпионатов Японии в хафпайпе.